# Ибарра Херес, Хосе Карлос
Хосе Карлос Ибарра Херес (исп. José Carlos Ibarra Jerez; род. 7 августа 1985, Тотана, Мурсия) — испанский шахматист, гроссмейстер (2013).
В составе национальной сборной участник следующих соревнований:
- 36-я Олимпиада (2004). Выступал за 2-ю сборную.
- 2 командных чемпионатов Европы (2015—2017). На чемпионате 2017 года, играя на запасной доске, завоевал серебряную медаль в индивидуальном зачёте.

По состоянию на август 2024 года занимал 12-ю позицию в рейтинг-листе активных испанских шахматистов и 13-е место среди всех шахматистов Испании.

## Изменения рейтинга
| Графики недоступны из-за технических проблем. См. информацию на Фабрикаторе и на mediawiki.org. |